# De Danske Sømandshjem
De Danske Sømandshjem har Indenlandsk Sømandsmission som paraplyorganisation.
Danmark har i mere end hundrede år haft sømandshjem mange steder i landet. I dag fungerer de sidste tre i praksis som hoteller, da fiskerierhvervet har ændret sig og de fleste sømænd får alle de behov dækket  på skibet, som sømandshjemmet tidligere kunne hjælpe med.
Sømandshjemmene fungerer i dag, 2017, primært som hoteller.
I Danmark er der i dag 3 sømandshjem som ligger i hhv. København (Nyhavn), Aalborg og Frederikshavn.
Indenlandsk Sømandsmission driver også 3 sømandshjem i Grønland.
Siden 1905 er der drevet sømandshjem og læsestuer i Danmark, hvor oprindeligt fiskere og søfolk komme og læse aviser, ringe hjem til familien, få sig en kop kaffe og tale med mennesker, der havde tid at lytte.
De første sømandshjem på Grønland blev indviet i 1969 i henholdsvis Nuuk (Godthåb) og
Sisimiut (Holsteinsborg).
Overskuddet fra alle Sømandsmissionens Sømandshjem i Danmark og Grønland går ubeskåret til socialt velfærdsarbejde i det maritime Danmark og Grønland.

## Sømandshjem i Danmark (2017)
- Frederikshavn Sømandshjem Arkiveret 16. september 2018 hos  Wayback Machine
  - Hotel Frederikshavn er et hyggeligt hotel, der er rig på tradition. Centralt placeret tæt på havnen, med en hjemlig atmosfære henvender hotellet sig til en bred målgruppe.
- Hotel Bethel Sømandshjem Arkiveret 16. september 2018 hos  Wayback Machine (Nyhavn, København)
  - Midt i København langs kanalen i det smukke Nyhavn ligger Hotel Bethel. De smukke sejlbåde, fortovsrestauranterne og de historiske huse skaber den unikke og hyggelige stemning på Nyhavn.
- Aalborg Sømandshjem Arkiveret 16. september 2018 hos  Wayback Machine
  - Centralt placeret er Hotel Aalborg et attraktivt hotel i Aalborg.

## Sømandshjem i Grønland (2017)
- Aasiaat Sømandshjem
- Nuuk Sømandshjem
- Sisimiut Sømandshjem

Kilde: https://somandsmissionen.dk/hvem-er-vi/danske-soemandshjem/ Arkiveret 16. september 2018 hos  Wayback Machine